# Marcin Awiżeń
Marcin Awiżeń (* 1. November 1985 in Kozienice) ist ein polnischer Leichtathlet. Er trainiert beim Klub Start in Radom, sein Trainer ist Jacek Szczygieł (2008).
Beim Paralympic World Cup 2006 holte er im 800-Meter-Lauf der Klasse T46 Bronze. Bei den Sommer-Paralympics 2008 in Peking holte er ebenfalls über 800 Meter mit 1:52,36 min Gold und stellte zugleich einen neuen Weltrekord auf. Weiterhin startete er über die 1500 Meter.